# Arthur C. Clarke
Sir Arthur Charles Clarke (Minehead, 16 dicembre 1917 – Colombo, 19 marzo 2008) è stato un autore di fantascienza e inventore britannico.
Noto ai più per il suo romanzo 2001: Odissea nello spazio del 1968, cresciuto assieme alla sceneggiatura del film omonimo realizzato con il regista Stanley Kubrick ed ispirato al racconto breve La sentinella dello stesso Clarke, lo scrittore ha però al suo attivo una produzione letteraria assai estesa, tra cui la celebre serie di Rama; è considerato un autore di fantascienza hard o "classica", dato che una caratteristica saliente dei suoi romanzi è l'attenzione per la verosimiglianza scientifica.
In suo onore l'orbita geostazionaria della Terra è stata chiamata "Fascia di Clarke". Egli infatti fu il primo ad ipotizzare, in un articolo pubblicato nel 1945, l'utilizzo dell'orbita geostazionaria per i satelliti dedicati alle telecomunicazioni.

## Biografia
Arthur Charles Clarke nacque a Minehead, nel Somerset (Inghilterra), il 16 dicembre del 1917. Da ragazzo, Clarke si divertiva leggendo con trasporto ed entusiasmo vecchie riviste di fantascienza. Dopo le scuole superiori (secondarie), non riuscì ad entrare in nessun college e di conseguenza iniziò a lavorare. Il suo primo lavoro fu di revisore dei conti per il governo.
Durante la seconda guerra mondiale lavorò per la Royal Air Force come esperto di radar e fu coinvolto nel successivo sviluppo del sistema di difesa radar che aveva consentito alla RAF di vincere la battaglia contro gli invasori nazisti. Dopo la guerra si laureò in matematica e fisica al King's College dell'Università di Londra.
Il suo più importante contributo scientifico può essere considerato l'idea che i satelliti geostazionari potessero essere il sistema ideale per le telecomunicazioni: propose questo concetto in un articolo scientifico dal titolo Can Rocket Stations Give Worldwide Radio Coverage? ("Possono le stazioni razzo fornire una copertura radio mondiale?"), pubblicato su Wireless World nell'ottobre del 1945. Proprio grazie a questo contributo, l'orbita geostazionaria è oggi nota anche come orbita Clarke o fascia di Clarke in suo onore.
Nei primi anni quaranta, mentre militava ancora nella RAF, iniziò a vendere le sue storie di fantascienza alle riviste del settore. Lavorò anche, per breve tempo come viceredattore (Assistant Editor) al Science Abstracts, prima di dedicarsi a tempo pieno al mestiere di scrittore (1951).

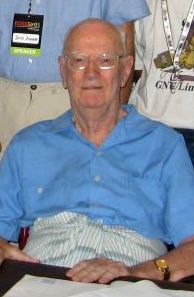
Arthur C. Clarke incontra i fan nella casa di Colombo, 9 settembre 2005

Dal 1956 ha vissuto nello Sri Lanka, a Colombo, dove esercitava attività di esplorazione subacquea e dove aiutò a sviluppare il turismo subacqueo. Qui nel 1979 fu nominato rettore dell'università di Ceylon, carica che mantenne fino al 2004 quando diede le dimissioni per motivi di salute.
È stato anche presidente della British Interplanetary Society ("Società interplanetaria britannica") e membro dell'Underwater Explorers Club ("club degli esploratori subacquei") e del Mensa.
Nel 1983 fu colpito da un attacco di poliomielite, e visse da allora in sedia a rotelle.
Il 26 maggio del 2000 è stato insignito della carica onorifica di "Knight Bachelor" in una cerimonia a Colombo per i suoi meriti nella letteratura. L'investitura veniva ritardata, su richiesta di Clarke, dal 1998 a causa di un'accusa di pedofilia da parte del tabloid inglese The Sunday Mirror, accusa che fu comunque considerata infondata dalla polizia dello Sri Lanka e ritrattata per iscritto poco dopo. Clarke, che secondo alcune interpretazioni si era già dichiarato gay in maniera scherzosa ("No (gay), merely mildly cheerful", ossia "No (omosessuale), semplicemente moderatamente giocondo"), respinse le accuse di pedofilia prepuberale, ma in una precedente intervista ribadì di essere stato un pederasta-omosessuale attratto da minori maschi appena puberi; disse altresì di aver praticato sesso con giovanissimi prostituti maschi sri-lankesi. Non fu mai indagato per l'accusa di prostituzione minorile, né per sesso consenziente con minori o omosessualità (vietate in Sri Lanka).
A dicembre del 2007, in occasione del suo novantesimo compleanno (nelle parole di Clarke «dopo aver completato 90 orbite intorno al sole») registrò un messaggio video pubblicato su YouTube. Il suo ultimo messaggio pubblico fu registrato in occasione dell'anno internazionale del pianeta Terra dell'UNESCO il 13 febbraio 2008.
Morì il 19 marzo 2008 per una crisi respiratoria.
Esiste un asteroide, 4923 Clarke, battezzato così in suo onore.

## Opere

### Ciclo di Odissea nello spazio
- 2001: Odissea nello spazio (2001: A Space Odyssey, 1968), Milano, Longanesi, 1969.
- 2010: Odissea due (2010: Odyssey Two, 1982), Milano, Rizzoli, 1983.
- 2061: Odissea tre (2061: Odyssey Three, 1987), Milano, Rizzoli, 1990. ISBN 88-17-67274-2.
- 3001: Odissea finale (3001: The Final Odyssey, 1997), Milano, Rizzoli, 1997. ISBN 88-17-67075-8.

### Ciclo di Rama
- Incontro con Rama (Rendez-Vous with Rama, 1973), Urania Nº 634, Dicembre 1973 - Mondadori; Premio Hugo 1974
- Rama II (Rama II, 1989; con Gentry Lee), Milano, Rizzoli, 1991. ISBN 88-17-67269-6; Urania Jumbo Nº 49, Novembre 2023 - Mondadori.
- Il giardino di Rama (The Garden of Rama, 1991; con Gentry Lee), Milano, Rizzoli, 1992. ISBN 88-17-67281-5; Urania Jumbo Nº 13, Settembre 2020 - Mondadori.
- Il segreto di Rama (Rama Revealed, 1993 con Gentry Lee) Urania Nº 1632 Bis [43], Luglio 2016 - Mondadori;

### Ciclo di Odissea del tempo
- L'occhio del tempo (Time's Eye, 2003, con Stephen Baxter), Milano, Nord, 2005. ISBN 88-429-1356-1.
- L'occhio del sole (Sunstorm, 2005, con Stephen Baxter), Milano, Nord, 2007. ISBN 978-88-429-1485-3.
- L'occhio dell'universo (Firstborn, 2007, con Stephen Baxter), Milano, Nord, 2009. ISBN 978-88-429-1615-4.

### Altri romanzi
- Against the Fall of Night (1948; prima versione de La città e le stelle)[N 4]
- Le sabbie di Marte (The Sands of Mars, 1951); Ed. IT.: Urania Nº 1, Ottobre 1952; Urania Nº 402, Settembre 1965 - Mondadori
- Ombre sulla Luna (Earthlight, 1955); Ed. IT.: Urania Nº 145, Febbraio 1957; Urania Nº 522 , Settembre 1969; Urania MilleMondInverno 1974 - Mondadori
- Preludio allo spazio (Prelude to Space, 1951); Ed. IT.: Urania Nº 19, Luglio 1953 - Mondadori
- Isole cosmiche (Islands in the Sky, 1952); Ed. IT.: Urania Nº 54, Agosto 1954 - Mondadori
- Le guide del tramonto (Childhood's End, 1953); Ed. IT.: Urania Nº 467, Luglio 1967; Urania MilleMondInverno 1974; Urania Collezione n.162 - Mondadori
- La città e le stelle (The City and the Stars, 1956); Ed. IT.: Urania Nº 158, Agosto 1957; Urania Nº 456, Febbraio 1967 - Mondadori
- I guardiani del mare (The Deep Range, 1957); Ed. IT.: Urania Nº 278, Marzo 1962 - Mondadori
- Polvere di Luna (A Fall of Moondust, 1961); Ed. IT.: Urania Nº 281, Maggio 1962; MilleMondInverno 1974 - Mondadori
- Le porte dell'oceano - Il popolo del mare (People of the Sea- Dolphin Island, 1963); Ed. IT.: Urania Nº 373, Febbraio 1965 - Oscar Ragazzi 1972 - Mondadori
- Glide Path (1963 - inedito)
- Terra Imperiale (Imperial Earth, 1975); ed. it. Urania n. 688, Mondadori
- Le fontane del Paradiso (The Fountains of Paradise, 1979); ed. it. Urania n. 796, Mondadori; Premio Hugo 1980
- Culla (Cradle, 1988), con Gentry Lee, Milano, Rizzoli, 1989. ISBN 88-17-67273-4.
- Voci di terra lontana (The Songs of Distant Earth, 1986), Milano, Rizzoli, 1988. ISBN 88-17-67270-X.
- Il fantasma del Titanic (The Ghost from the Grand Banks, 1990), Milano, Rizzoli, 1994. ISBN 88-17-67018-9.
- Oltre il buio della notte (Beyond the Fall of Night, 1990, con Gregory Benford), Milano, Rizzoli, 1993. ISBN 88-17-67268-8.
- The Hammer of God (1993 - inedito)
- 10 Scala Richter (Richter 10, 1996, con Mike McQuay), Milano, Rizzoli, 1997. ISBN 88-17-67121-5.
- The Trigger (1999, con Michael P. Kube-McDowell - inedito)
- La luce del passato (The Light of Other Days, 2000, con Stephen Baxter), Milano, Rizzoli, 2000. ISBN 88-17-86371-8.
- L'ultimo teorema (The Last Theorem, 2008, con Frederik Pohl); ed. it. Urania n. 1587, Mondadori 2012

### Antologie di racconti
(elenco parziale)
- All'insegna del Cervo Bianco (Tales from the White Hart, 1957), Urania n. 367 e 884, Mondadori

Contiene i seguenti racconti:
1. Massa critica (Critical Mass, 1949)
2. Silenzio, prego (Silence, Please, 1950)
3. Corsa agli armamenti (Armaments Race, 1954)
4. Cose che succedono (What Goes Up..., 1956)
5. L'orchidea recalcitrante (The Reluctant Orchid, 1956)
6. Il pacifista (The Pacifist, 1956)
7. Caccia grossa (Big Game Hunt, 1957)
8. I prossimi inquilini (The Next Tenants, 1957)
9. Spirito esplosivo (Moving Spirit, 1957)
10. L'uomo che arò il mare (The Man Who Ploughed the Sea, 1957)
11. Guerra fredda (Cold War, 1957), noto anche come Operazione Iceberg
12. La defenestrazione di Ermintrude (The Defenestration of Ermintrude Inch, 1957)

- Storie di terra e spazio (Tales of Ten Worlds, 1962), Urania n. 1039, Mondadori

Contiene i seguenti racconti:
1. Sia fatta la luce (Let There Be Light, 1957)
2. Il fantasma nella tuta (The Haunted Spacesuit, 1958), noto anche come Chi c'è?
3. Fuori dalla culla, su un'orbita infinita (Out of the Cradle, Endlessey Orbit, 1959)
4. Ricordando Babilonia (I Remember Babylon, 1960), noto anche come Ricordo Babilonia
5. Estate su Icaro (Summertime on Icarus, 1962)
6. La morte e il senatore (Death and the Senator, 1961)
7. Odio (At the End of the Orbit, 1962), noto anche come Alla fine dell'orbita
8. Seguendo la cometa (Into the Comet, 1962)
9. La scimmia di casa (An Ape About the House, 1962)
10. Gli anelli di Saturno (Saturn Rising, 1962), noto anche come Il sorgere di Saturno
11. Prima dell'Eden (Before Eden, 1962)
12. Il cane lunare (Moon Dog, 1962), noto anche come Un cane sulla Luna
13. Un leggero caso di insolazione (Stroke of the Sun, 1962), noto anche come Colpo di sole, Un lieve caso di insolazione
14. La strada verso il mare (The Road to the Sea, 1962)
15. Problemi di tempo

- Vento solare (The Wind from the Sun, 1972)

Contiene i seguenti racconti:
1. Il cibo degli dei (The Food of the Gods, 1964)
2. Maelstrom II (Maelstrom II, 1965)
3. Le creature degli abissi (The Shining Ones, 1964)
4. Vento solare (Sunjammer, 1972), noto anche come Il vento dal sole, Il vento del sole, Vento dal sole
5. Il segreto (The Secret, 1972)
6. L'ultimo ordine (The Last Command, 1963)
7. Chiamata per l'Homo Sapiens (Dial "F" for Frankenstein, 1965)
8. Playback (Playback, 1966), noto anche come A ritroso
9. La luce delle tenebre (The Light of Darkness, 1966), noto anche come Potere nero
10. Il più lungo racconto di fantascienza mai scritto (The Longest Science Fiction Story Ever Told, 1972)
11. Herbert George Morley Roberts Wells (Herbert George Morley Roberts Wells, Esq., 1967)
12. Ama quell'universo (Love That Universe, 1961)
13. Crociata (Crusade, 1968)
14. Il cielo crudele (The Cruel Sky, 1967), noto anche come Cielo crudele
15. Marea neutronica (Neutron Tide, 1970)
16. Il transito della Terra (Transit of Earth, 1971), noto anche come Transito della Terra
17. Incontro con Medusa (A Meeting With Medusa, 1971)

- Spedizione di soccorso, Urania Classici n. 17, Mondadori, 1978 (contiene racconti del 1951, 1956, 1960, 1962, 1964)

Contiene i seguenti racconti:
1. I nove miliardi di nomi di Dio (The Nine Billion Names of God, 1967)
2. La stella (The Star, 1955), noto anche come Un gesuita nella stella, Premio Hugo 1956
3. La nube (Out of the Sun, 1958)

- La sentinella (The Sentinel, 1983), Mondadori, Urania n. 514; NET, ISBN 8851521549
- Racconti dal pianeta Terra (Tales from Planet Earth, 1990), Milano, Interno Giallo, 1992. ISBN 88-356-0141-X.
- Medusa (Venture to the moon; The other side of the sky; Meeting with Medusa), Milano, De Carlo, 1972.

### Antologie che contengono suoi racconti
Titoli pubblicati in italiano (elenco parziale)
- Le meraviglie del possibile. Antologia della fantascienza, a cura di Sergio Solmi e Carlo Fruttero, Torino, Einaudi, 1959.
- Il secondo libro della fantascienza. Le meraviglie del possibile, a cura di Carlo Fruttero e Franco Lucentini, Torino, Einaudi, 1961.
- Otto racconti, Milano, A. Mondadori, 1963. (Urania n. 321)
- Per tutti i diavoli dell'universo, a cura di Stefano Benvenuti, Milano, Corno, 1977.
- I grandi maestri della fantascienza 2 (The SFWA Grand Masters: Vol. 2, 2002), a cura di Frederik Pohl, Milano, A. Mondadori, 2002. (Urania n. 1442)
- Terra e spazio vol 1, vol 2, vol 3, vol 4;  Milano, A. Mondadori, 2019. (Urania Collezione n. 197, n. 198, n. 199, n. 200)[N 5]

### Racconti
(elenco parziale, a partire da quelli tradotti in italiano)
- Viaggiate via cavo (Travel by Wire!, 1937); in appendice a Urania n. 844
- Ritirata dalla Terra (Retreat from Earth, 1938)
- Risveglio (The Awakening, 1942)
- Spedizione di soccorso (Rescue Party, 1946), noto anche come Operazione di salvataggio
- K. 15 (Hide and Seek, 1946)
- Scappatoia (Loophole, 1946), noto anche come Fatta la legge
- Errore tecnico (Technical Error, 1946)
- Un fenomeno chiamato vita (Castaway, 1947)
- Lezione di storia (History Lesson, 1949), noto anche come Il geroglifico, Spedizione sulla Terra
- Il nemico dimenticato (The Forgotten Enemy, 1949)
- Il muro delle tenebre (The Wall of Darkness, 1949)
- Passeggero del silenzio (Transcience, 1949)
- Il leone di Comarre (The Lion of Comarre, 1949)
- Lungo esilio (Exiles of the Eons, 1950), noto anche come Esilio nel tempo
- Superiorità (Superiority, 1951), noto anche come Forze superiori, Idee pericolose, Supremazia scientifica
- Al bivio (Second Dawn, 1951)
- "Se mai ti dimenticassi, o Terra..." ("If I Forget Thee, Oh Earth...", 1951), noto anche come La Terra perduta, Se io ti dimentico, o Terra!
- Aria per uno (Breaking Strain, 1952)
- Tutto il tempo del mondo (All the Time in the World, 1952)
- La sentinella (The Sentinel, 1953), noto anche come Odissea nello Spazio (La sentinella)
- Campagna pubblicitaria (Publicity Campaign, 1953)
- I posseduti (The Possesed, 1953)
- L'altra tigre (The Other Tiger, 1953)
- Il parassita (The Parasite, 1953)
- La maledizione (The Curse, 1953)
- In profondità (The Deep Range, 1954), noto anche come I guardiani del mare, Il pastore dell'abisso, Riserva subacquea
- Il mattino del quarto giorno (No Morning After, 1954)
- Linea di partenza (The Starting Line, 1956), noto anche come Primi passi sulla Luna
- Ragioni di sicurezza (Security Check, 1956)
- Problemi coi nativi (Trouble with the Natives, 1956)
- I fuochi dentro (The Fires Within, 1957), noto anche come I Fuochi dell'Abisso, Le fiamme dell'abisso
- Made in France (Patent Pending, 1957)
- Il richiamo delle stelle (The Other Side of the Sky, 1957), noto anche come Amico per la pelle, Consegna speciale, Corriere espresso, I respiraspazio, Il passaggio, L'altra faccia del cielo, L'amico pennuto, Spazio vitale, Un bel respiro lungo, Un'altra parte del cielo
- Tre per la Luna (Venture to the Moon, 1957)
- Ritmo assoluto (The Ultimate Melody, 1957)
- Sua Altezza Spaziale (1958), noto anche come Gli eredi, Profugo
- Amore cosmico (Cosmic Casanova, 1958)
- Incontro all'alba (Expedition to Earth, 1959), noto anche come Spedizione sulla Terra
- Riunione (Reunion, 1971)
- Postcard Story (Quarantine, 1977)
- Giove Quinto (Jupiter V, 1977), noto anche come Giove cinque
- Canti della Terra lontana (The Songs of Distant Earth, 1981), noto anche come I canti della Terra lontana
- Sui mari dorati (On Golden Seas, 1986)
- La Supermente (dall'anno 2500 D. C.) (The View from 2550 A.D., 2007)

### Annotazioni
1. ↑  sulla rivista Wireless World
2. ↑  Trovandosi i satelliti televisivi nella fascia di Clarke, una ditta tedesca di produzione di ricevitori satellitari ha pensato di prendere il nome di Clarke-Tech e dunque anch'essa deve il suo nome allo scrittore.
3. ↑  Nel breve racconto Ricordati di Babilonia (dall'antologia Urania Storie di Terra e di spazio), Clarke immagina di incontrare un americano con simpatie filosovietiche, che si congratula per l'idea dei satelliti geostazionari, di cui lo scrittore si biasima di non averla brevettata. Il bizzarro interlocutore gli parla del vantaggio russo in campo aerospaziale e di un'imminente messa in orbita di satelliti atti a trasmettere programmi osé onde "fiaccare" il pubblico occidentale. Casualmente, nella realtà, gli Stati Uniti precedettero di gran lunga l'URSS nella conquista dell'orbita geostazionaria.
4. ↑  Pubblicato nel 1948, ma mai tradotto in italiano. Ebbe comunque varie ristampe in varie lingue anche dopo la pubblicazione della seconda versione.
5. ↑  raccolta di racconti in quattro volumi

### Riferimenti
1. ↑  Mensa Italia - Chi sono i personaggi famosi del Mensa?
2. 1 2   Pedofilia, confessione choc del padre di Odissea nello spazio, su repubblica.it. URL consultato il 7 maggio 2011.
3. ↑  (EN) Sci-fi novelist cleared of sex charges, su BBC News, 6 aprile 1998. URL consultato l'11 febbraio 2008 (archiviato dall'url originale il 17 dicembre 2003).
4. ↑   GOVERNO SRI LANKA: "NESSUNA ACCUSA DI PEDOFILIA CONTRO ARTHUR CLARKE", su agi.it. URL consultato il 23 marzo 2008 (archiviato dall'url originale il 24 marzo 2008).
5. ↑  Sir Arthur C Clarke: 90th Birthday Reflections - YouTube
6. ↑  The last public message recorded by Sir Arthur C Clarke - YouTube
7. ↑  (EN) Lech Mintowt-Czyz e Steve Bird, Science fiction author Arthur C. Clarke dies aged 90, in The Times, 18 marzo 2008 (archiviato dall'url originale il 16 maggio 2011).
8. ↑   Bibliografia italiana di Arthur C. Clarke, su Catalogo Vegetti della letteratura fantastica, Fantascienza.com. URL consultato il 31 dicembre 2016. (aggiornato fino al gennaio 2010)